# Bathyepsilonema compactum
Bathyepsilonema compactum is een rondwormensoort uit de familie van de Epsilonematidae. De wetenschappelijke naam van de soort is voor het eerst geldig gepubliceerd in 1984 door Clasing.